# François Clémencin

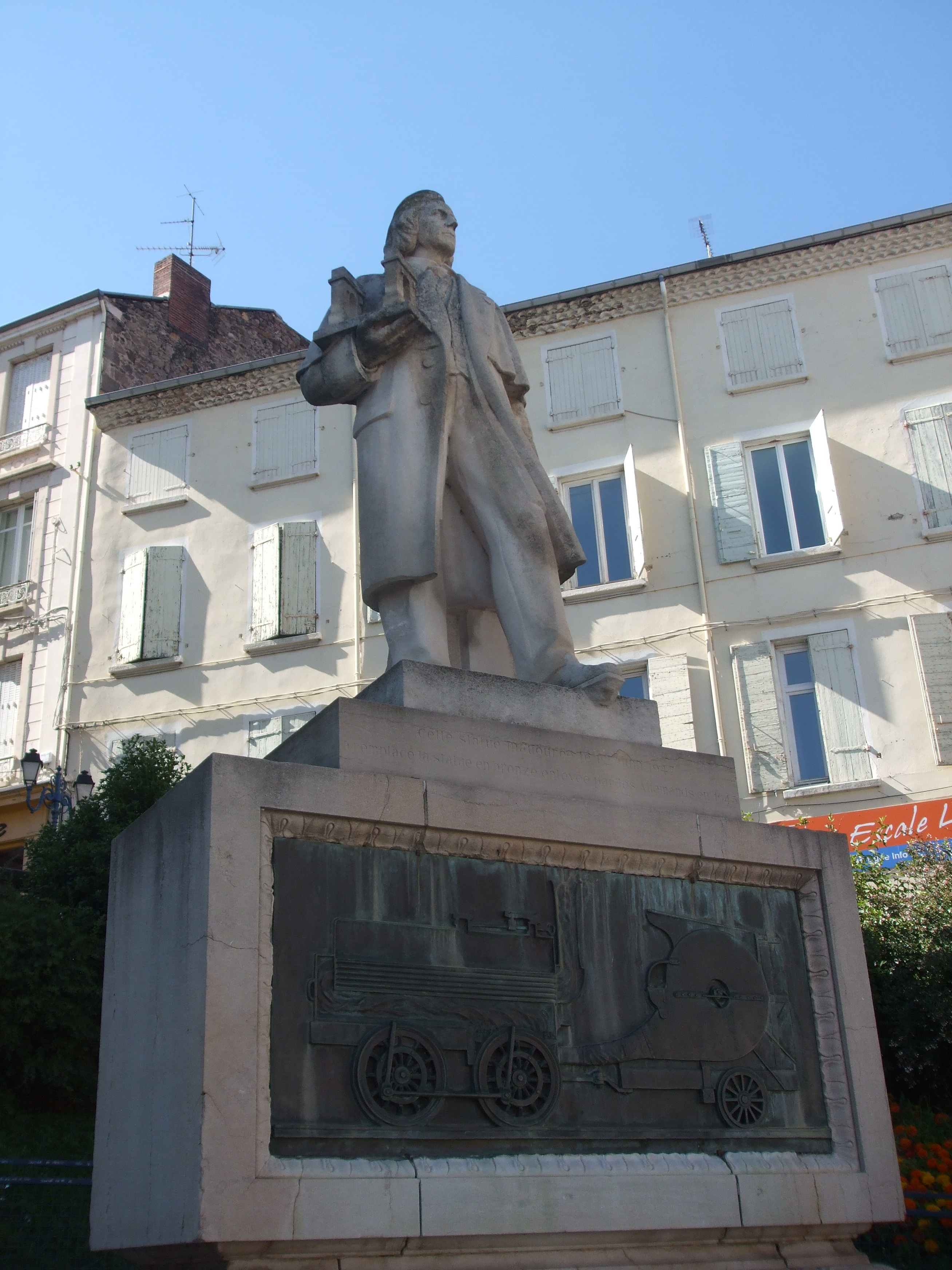
Monument de Marc Seguin à Annonay par François Clémencin

François Clémencin, né  le 7 octobre 1878 à Lyon et mort le 6 mars 1950 à l'Hôpital Saint-Michel dans le 15e arrondissement de Paris, est un sculpteur français.

## Biographie
Élève de Jules Coutan, François Clémencin expose au Salon des artistes français dès 1907 et y reçoit cette année-là une mention honorable. En 1921, il y obtient une médaille d'argent. 
On lui doit de sensuelles ou érotiques statuettes en bronze, des monuments aux morts et des médailles.
Il est inhumé au cimetière de Seyssel (Ain)